# Bersama tysoniana
Bersama tysoniana är en tvåhjärtbladig växtart som beskrevs av Oliver. Bersama tysoniana ingår i släktet Bersama och familjen Melianthaceae. Inga underarter finns listade i Catalogue of Life.